# 227-й окремий батальйон Сил територіальної оборони (Україна)
227-й окремий батальйон Сил територіальної оборони (227 ОБ СТрО) — кадроване в мирний час формування Сил територіальної оборони Збройних сил України у складі 127 ОБр СТрО з міста Харків.

## Формування
Після озброєного російського вторгнення на суверенну територію  України 24 лютого 2022 року, у березні 2022 року було прийняте рішення про створення 227 батальйону територіальної оборони міста Харкова у складі 127-ї окремої бригади територіальної оборони (Україна). Формування батальйону було доручено ветерану АТО Олегу Черкашину, який очолив новостворений підрозділ.

## Діяльність батальйону
Батальйон брав участь в обороні міста Харків, звільненні Старого Салтова, Рубіжного, Тернової, Малих Проходів, Великих Проходів та інших населених пунктів Харківської області.
4 травня 2022 р. під час боїв за Старий Салтів бійці 227 батальйону вперше з початку російського вторгнення знищили новітній російський танк Т-90 М «Прорыв».
15 травня 2022 р. бійці 227 батальйону територіальної оборони міста Харкова відсунули російські війська на одній із ділянок лінії фронту та перші вийшли до державного кордону України в Харківській області, де відновили прикордонний знак. З цією подією Президент України Володимир Зеленський привітав бійців батальйону в своєму зверненні.
У вересні 2022 р. 227 батальйон взяв участь у контрнаступі ЗСУ. За два дні до загального наступу бійці батальйону провели штурм укріпрайону ворога в районі Великих Проходів з метою зв’язати сили противника, щоб не допустити підкриплень на інших ділянках фронту.
З лютого по травень 2023 року 227 Окремий батальйон у складі 127 Окремої бригади Сил ТрО ЗСУ  вів бої на бахмутському напрямку. 2 березня батальйон взяв у полон  бійців ПВК Вагнер. З 3 квітня по 19 травня батальйон брав участь у боях у м. Бахмут.  

## У масовій культурі
227 окремому батальйону територіальної оборони присвячено пісню українського гурту «Папа Карло» «227».